# Cuthona yamasui
Cuthona yamasui is een slakkensoort uit de familie van de Cuthonidae. De wetenschappelijke naam van de soort is voor het eerst geldig gepubliceerd in 1993 door Hamatani.